# Tobi Ogunmola
Tobi Ogunmola (* 20. Juni 1992) ist ein nigerianischer Sprinter, der sich auf den 400-Meter-Lauf spezialisiert hat.
Bei den Afrikameisterschaften 2010 in Nairobi gewann er Bronze in der 4-mal-400-Meter-Staffel.
2011 holte er bei den Afrikaspielen in Maputo Silber über 400 Meter mit seiner persönlichen Bestzeit von 45,82 s. Bei den Weltmeisterschaften 2013 in Moskau kam er mit der nigerianischen 4-mal-400-Meter-Stafette nicht über die erste Runde hinaus.
2014 schied bei den Hallenweltmeisterschaften in Sopot die nigerianische Stafette in der Besetzung Ogunmola, Noah Akwu, Isah Salihu und Cristian Morton trotz eines Afrikarekords von 3:07,95 min im Vorlauf aus.